# Чаире
Чаире су насељено место у саставу Града Кутине, у Мославини, Хрватска.

## Становништво
| Националност       | 1991.       |
| Срби               | 38 (67,85%) |
| Хрвати             | 3 (5,35%)   |
| Југословени        | 14 (25,00%) |
| остали и непознато | 1 (1,78%)   |
| Укупно             | 56          |